# Tired (Alan Walker)
Tired is een nummer van de Noors-Britse dj Alan Walker en de Ierse singer-songwriter Gavin James uit 2017.
Het nummer werd vooral een heel grote hit in Walkers thuisland Noorwegen, waar het de 5e positie behaalde. In Vlaanderen bereikte Tired de Tipparade. In Nederland bereikte het nummer geen hitlijsten, wel werd de remix van Walkers landgenoot Kygo een klein radiohitje.